# Campionato americano femminile di pallacanestro 2007
Il 9º Campionato americano femminile di pallacanestro FIBA (noto anche come FIBA Americas Championship for Women 2007) si è svolto dal 26 al 30 settembre 2007 a Valdivia, in Cile.
I Campionati americani femminili di pallacanestro sono una manifestazione biennale tra le squadre nazionali organizzato dalla FIBA Americas. La vincitrice otteneva di diritto la qualificazione alle Olimpiadi di Pechino 2008. Inoltre le squadre classificatesi tra il secondo e il quarto posto partecipavano al Torneo di Qualificazione Olimpica.

## Squadre partecipanti
- Argentina
- Brasile
- Canada
- Cile
- Cuba
- Giamaica
- Messico
- Stati Uniti

## Sedi delle partite
| Gruppo | Città    | Impianto                   |
| ------ | -------- | -------------------------- |
| A/B    | Valdivia | Antonio Azurmendi Coliseum |

## Gironi di qualificazione
Le prime due classificate dei due gironi accedono alle semifinali. La terza e la quarta classificata invece accedono alle semifinali per il quinto posto.

### Gruppo A

#### Classifica
| Squadra   | G | V | P | PF  | PS  | DP   |
| --------- | - | - | - | --- | --- | ---- |
| Brasile   | 3 | 3 | 0 | 295 | 166 | +129 |
| Argentina | 3 | 2 | 1 | 218 | 187 | +31  |
| Cile      | 3 | 1 | 2 | 208 | 224 | -16  |
| Messico   | 3 | 0 | 3 | 150 | 294 | -144 |

#### Risultati
| Valdivia 26 settembre 2007, ore 19:00             | Brasile | 72 – 62 (15-12, 38-28, 62-45) referto | Argentina | Antonio Azurmendi Coliseum |
| \| \| \| \| \| Iziane 22 \| Punti \| 15 Landra \| |         |                                       |           |                            |
|                                                   |         |                                       |           |                            |
| Iziane 22                                         | Punti   | 15 Landra                             |           |                            |

| Valdivia 26 settembre 2007, ore 21:30           | Cile  | 85 – 54 (21-16, 43-24, 67-43) referto | Messico | Antonio Azurmendi Coliseum |
| \| \| \| \| \| Gómez 18 \| Punti \| 21 Silva \| |       |                                       |         |                            |
|                                                 |       |                                       |         |                            |
| Gómez 18                                        | Punti | 21 Silva                              |         |                            |

| Valdivia 27 settembre 2007, ore 16:00               | Brasile | 104 – 60 referto | Cile | Antonio Azurmendi Coliseum |
| \| \| \| \| \| Iziane 22 \| Punti \| 20 Morrison \| |         |                  |      |                            |
|                                                     |         |                  |      |                            |
| Iziane 22                                           | Punti   | 20 Morrison      |      |                            |

| Valdivia 27 settembre 2007, ore 21:30                              | Argentina | 90 – 52 (26-5, 41-16, 64-38) referto | Messico | Antonio Azurmendi Coliseum |
| \| \| \| \| \| Landra, Nicolini, Pavón 13 \| Punti \| 14 Salman \| |           |                                      |         |                            |
|                                                                    |           |                                      |         |                            |
| Landra, Nicolini, Pavón 13                                         | Punti     | 14 Salman                            |         |                            |

| Valdivia 28 settembre 2007, ore 19:00              | Brasile | 119 – 44 (31-9, 63-10, 89-26) referto | Messico | Antonio Azurmendi Coliseum |
| \| \| \| \| \| Mamá 22 \| Punti \| 11 Gutiérrez \| |         |                                       |         |                            |
|                                                    |         |                                       |         |                            |
| Mamá 22                                            | Punti   | 11 Gutiérrez                          |         |                            |

| Valdivia 28 settembre 2007, ore 21:30                            | Argentina | 66 – 63 (d.1t.s.) (16-15, 29-19, 44-40, 56-56) referto | Cile | Antonio Azurmendi Coliseum |
| \| \| \| \| \| F. Fernández 23 \| Punti \| 14 Gómez, Morrison \| |           |                                                        |      |                            |
|                                                                  |           |                                                        |      |                            |
| F. Fernández 23                                                  | Punti     | 14 Gómez, Morrison                                     |      |                            |

### Gruppo B

#### Classifica
| Squadra     | G | V | P | PF  | PS  | DP   |
| ----------- | - | - | - | --- | --- | ---- |
| Stati Uniti | 3 | 3 | 0 | 285 | 163 | +122 |
| Cuba        | 3 | 2 | 1 | 230 | 199 | +31  |
| Canada      | 3 | 1 | 2 | 157 | 207 | -50  |
| Giamaica    | 3 | 0 | 3 | 156 | 259 | -103 |

#### Risultati
| Valdivia 26 settembre 2007, ore 13:30             | Canada | 68 – 47 (18-3, 37-24, 53-34) referto | Giamaica | Antonio Azurmendi Coliseum |
| \| \| \| \| \| Smith 17 \| Punti \| 25 Edwards \| |        |                                      |          |                            |
|                                                   |        |                                      |          |                            |
| Smith 17                                          | Punti  | 25 Edwards                           |          |                            |

| Valdivia 26 settembre 2007, ore 16:00             | Stati Uniti | 85 – 79 (17-17, 33-34, 55-58) referto | Cuba | Antonio Azurmendi Coliseum |
| \| \| \| \| \| Parker 21 \| Punti \| 23 Plutín \| |             |                                       |      |                            |
|                                                   |             |                                       |      |                            |
| Parker 21                                         | Punti       | 23 Plutín                             |      |                            |

| Valdivia 27 settembre 2007, ore 13:30                | Stati Uniti | 115 – 47 (22-11, 48-28, 83-41) referto | Giamaica | Antonio Azurmendi Coliseum |
| \| \| \| \| \| Augustus 19 \| Punti \| 18 Edwards \| |             |                                        |          |                            |
|                                                      |             |                                        |          |                            |
| Augustus 19                                          | Punti       | 18 Edwards                             |          |                            |

| Valdivia 27 settembre 2007, ore 19:00             | Cuba  | 75 – 52 (23-7, 39-14, 54-37) referto | Canada | Antonio Azurmendi Coliseum |
| \| \| \| \| \| Amargo 16 \| Punti \| 13 Tatham \| |       |                                      |        |                            |
|                                                   |       |                                      |        |                            |
| Amargo 16                                         | Punti | 13 Tatham                            |        |                            |

| Valdivia 28 settembre 2007, ore 13:30                    | Cuba  | 76 – 62 (24-11, 38-30, 54-46) referto | Giamaica | Antonio Azurmendi Coliseum |
| \| \| \| \| \| Yayma Boulet 22 \| Punti \| 18 Edwards \| |       |                                       |          |                            |
|                                                          |       |                                       |          |                            |
| Yayma Boulet 22                                          | Punti | 18 Edwards                            |          |                            |

| Valdivia 28 settembre 2007, ore 16:00                | Stati Uniti | 85 – 37 (17-13, 38-19, 62-28) referto | Canada | Antonio Azurmendi Coliseum |
| \| \| \| \| \| Thompson 14 \| Punti \| 7 Gabriele \| |             |                                       |        |                            |
|                                                      |             |                                       |        |                            |
| Thompson 14                                          | Punti       | 7 Gabriele                            |        |                            |

## Fase finale

### Finali 1º - 3º posto
|  | Semifinali  | Semifinali  | Semifinali  |             |      | Finale 1º posto | Finale 1º posto | Finale 1º posto |  |
|  |             |             |             |             |      |                 |                 |                 |  |
|  | Brasile     | Brasile     | 67          |             |      |                 |                 |                 |  |
|  | Brasile     | Brasile     | 67          |             |      |                 |                 |                 |  |
|  | Cuba        | Cuba        | 69          |             |      |                 |                 |                 |  |
|  | Cuba        | Cuba        | 69          |             | Cuba | Cuba            | 71              |                 |  |
|  |             |             |             |             | Cuba | Cuba            | 71              |                 |  |
|  |             |             | Stati Uniti | Stati Uniti | 101  |                 |                 |                 |  |
|  | Argentina   | Argentina   | Stati Uniti | Stati Uniti | 101  | 53              |                 |                 |  |
|  | Argentina   | Argentina   |             |             |      | 53              |                 |                 |  |
|  | Stati Uniti | Stati Uniti | 104         |             |      | Finale 3º posto | Finale 3º posto | Finale 3º posto |  |
|  | Stati Uniti | Stati Uniti | 104         |             |      |                 |                 |                 |  |
|  |             |             |             |             |      |                 |                 |                 |  |
|  |             |             |             |             |      | Brasile         | Brasile         | 73              |  |
|  |             |             |             |             |      | Brasile         | Brasile         | 73              |  |
|  |             |             |             |             |      | Argentina       | Argentina       | 41              |  |

### Finali 5º - 7º posto
|  | Semifinali 5º/8º posto | Semifinali 5º/8º posto | Semifinali 5º/8º posto |        |      | Finale 5º posto | Finale 5º posto | Finale 5º posto |  |
|  |                        |                        |                        |        |      |                 |                 |                 |  |
|  | Cile                   | Cile                   | 75                     |        |      |                 |                 |                 |  |
|  | Cile                   | Cile                   | 75                     |        |      |                 |                 |                 |  |
|  | Giamaica               | Giamaica               | 67                     |        |      |                 |                 |                 |  |
|  | Giamaica               | Giamaica               | 67                     |        | Cile | Cile            | 68              |                 |  |
|  |                        |                        |                        |        | Cile | Cile            | 68              |                 |  |
|  |                        |                        | Canada                 | Canada | 86   |                 |                 |                 |  |
|  | Messico                | Messico                | Canada                 | Canada | 86   | 38              |                 |                 |  |
|  | Messico                | Messico                |                        |        |      | 38              |                 |                 |  |
|  | Canada                 | Canada                 | 77                     |        |      | Finale 7º posto | Finale 7º posto | Finale 7º posto |  |
|  | Canada                 | Canada                 | 77                     |        |      |                 |                 |                 |  |
|  |                        |                        |                        |        |      |                 |                 |                 |  |
|  |                        |                        |                        |        |      | Giamaica        | Giamaica        | 55              |  |
|  |                        |                        |                        |        |      | Giamaica        | Giamaica        | 55              |  |
|  |                        |                        |                        |        |      | Messico         | Messico         | 62'             |  |

### Semifinali
- 5º - 8º posto

| Valdivia 29 settembre 2007, ore 11:30               | Canada | 77 – 38 (17-9, 38-20, 62-28) referto | Messico | Antonio Azurmendi Coliseum |
| \| \| \| \| \| Tatham 13 \| Punti \| 9 Gutiérrez \| |        |                                      |         |                            |
|                                                     |        |                                      |         |                            |
| Tatham 13                                           | Punti  | 9 Gutiérrez                          |         |                            |

| Valdivia 29 settembre 2007, ore 14:00                 | Cile  | 75 – 67 (25-20, 40-32, 56-46) referto | Giamaica | Antonio Azurmendi Coliseum |
| \| \| \| \| \| Aragonese 18 \| Punti \| 18 Edwards \| |       |                                       |          |                            |
|                                                       |       |                                       |          |                            |
| Aragonese 18                                          | Punti | 18 Edwards                            |          |                            |

- 1º - 4º posto

| Valdivia 29 settembre 2007, ore 16:30            | Stati Uniti | 104 – 53 (28-9, 56-15, 78-31) referto | Argentina | Antonio Azurmendi Coliseum (1.000 spett.) |
| \| \| \| \| \| Brunson 20 \| Punti \| 20 Cava \| |             |                                       |           |                                           |
|                                                  |             |                                       |           |                                           |
| Brunson 20                                       | Punti       | 20 Cava                               |           |                                           |

| Valdivia 29 settembre 2007, ore 20:00             | Cuba  | 69 – 67 (14-17, 24-31, 55-46) referto | Brasile | Antonio Azurmendi Coliseum (1.500 spett.) |
| \| \| \| \| \| Plutín 28 \| Punti \| 16 Iziane \| |       |                                       |         |                                           |
|                                                   |       |                                       |         |                                           |
| Plutín 28                                         | Punti | 16 Iziane                             |         |                                           |

### Finali
- 7º - 8º posto

| Valdivia 30 settembre 2007, ore 8:30              | Messico | 62 – 55 referto | Giamaica | Antonio Azurmendi Coliseum |
| \| \| \| \| \| Silva 21 \| Punti \| 15 Edwards \| |         |                 |          |                            |
|                                                   |         |                 |          |                            |
| Silva 21                                          | Punti   | 15 Edwards      |          |                            |

- 5º - 6º posto

| Valdivia 30 settembre 2007, ore 11:00              | Canada | 86 – 68 (22-10, 42-29, 61-46) referto | Cile | Antonio Azurmendi Coliseum |
| \| \| \| \| \| Grenier 17 \| Punti \| 17 Novión \| |        |                                       |      |                            |
|                                                    |        |                                       |      |                            |
| Grenier 17                                         | Punti  | 17 Novión                             |      |                            |

- 3º - 4º posto

| Valdivia 30 settembre 2007, ore 13:30                | Brasile | 73 – 41 (13-15, 28-21, 54-34) referto | Argentina | Antonio Azurmendi Coliseum |
| \| \| \| \| \| Micaela 15 \| Punti \| 12 Paoletta \| |         |                                       |           |                            |
|                                                      |         |                                       |           |                            |
| Micaela 15                                           | Punti   | 12 Paoletta                           |           |                            |

- 1º - 2º posto

| Valdivia 30 settembre 2007, ore 16:00              | Stati Uniti | 101 – 71 (29-13, 49-30, 78-44) referto | Cuba | Antonio Azurmendi Coliseum |
| \| \| \| \| \| Thompson 18 \| Punti \| 14 Ávila \| |             |                                        |      |                            |
|                                                    |             |                                        |      |                            |
| Thompson 18                                        | Punti       | 14 Ávila                               |      |                            |

## Classifica finale
|  |  |  | Qualificate per il Torneo di Qualificazione Olimpica |

| Campione d'America | Campione d'America | Campione d'America |
| --- | ------------------ | --- |
| Stati Uniti4 Pondexter, 5 Augustus, 6 Bird, 7 Cash, 8 Milton-Jones, 9 Lawson, 10 Paris, 11 Thompson, 12 Taurasi, 13 Brunson, 14 Smith, 15 Parker, All. Anne Donovan |                    | |
| Argento | Cuba               | Cuba4 Romero, 5 Casanova, 6 Plutín, 7 Gelis, 8 Soria, 9 Amargo, 10 Boulet, 11 Martínez, 12 Noblet, 13 Fernández, 14 Rodríguez, 15 Ávila, All. Alberto Zabala                |
| Bronzo | Brasile            | Brasile4 Tati Castro, 5 Karla, 6 Franciele, 7 Micaela, 8 Iziane, 9 Claudinha, 10 Mamá, 11 Êga, 12 Chuça, 13 Karen, 14 Grazy, 15 Isis, All. Paulo Bassul                     |
| 4. | Argentina          | Argentina4 Nicolini, 5 Maggi, 6 Cabañez, 7 Cava, 8 Pavón, 9 Sáenz, 10 Gatti, 11 Paoletta, 12 A. Fernández, 13 Landra, 14 F. Fernández, 15 Cejas, All. Eduardo Pinto         |
| 5. | Canada             | Canada4 Townsend, 5 Gabriele, 6 Asagwara, 7 Grenier, 8 Smith, 9 Crooks, 10 Campbell, 11 Brown, 12 Murphy, 13 Tatham, 14 Aubry, 15 Adams, All. Allison McNeill               |
| 6. | Cile               | Cile4 Mondaca, 5 de la Quintana, 6 Novión, 7 Schobitz, 8 Valenzuela, 9 Pardo, 10 Aragonese, 11 Naranjo, 12 Morrison, 13 Gómez, 14 López, 15 Águila, All. Cristian Santander |
| 7. | Messico            | Messico4 Delgado, 5 Vite, 6 Arriola, 7 Rentería, 8 Salman, 9 Moreno, 10 Gutiérrez, 11 Silva, 12 Ramírez, 13 Careaga, 14 Machuca, 15 Sánchez, All. Gerardo Guzmán            |
| 8. | Giamaica           | Giamaica4 Edwards, 5 Williams, 6 Louden, 7 Simmons, 8 Aikens, 9 Holness, 11 Pitterson, 12 Bennett, 13 Gidden, 14 Byfield, 15 Richman, All. Renta Esamason                   |